# 포이즌 필
포이즌 필(Poison pill), 독약 조항 또는 주주권리계획(shareholder rights plan)은 일종의 경영권 방어수단으로서 적대적 M&A공격을 받는 기업이 경영권이전과 같은 일정한 조건이 성취되었을 때 발행사의 보통주 1주에 대해 헐값에 한 개 또는 다수의 주식을 매입하거나 또는 다수의 주식으로 전환될 수 있는 권리 또는 회사에 비싼 값에 주식을 팔 수 있는 권리를 하나씩 부여하기로 하는 계획을 말한다.
이러한 권리가 매수기업의 입장에서는 매수시도를 좌절시키는 치명적인 독약이 될 수 있어 "독"이라는 말을 사용한 것이다. "적"에게 잡혀 먹히기 전에 독약을 한 알 꿀꺽 삼킴으로써 공격하려는 상대의 의지를 꺾어버리는 전략이다. 물론 평상시에는 이런 장치들이 작동하지 않지만, 적대적 M&A가 진행되면 작동하도록 해 놓는 것이다. :190~191 그런데 이러한 포이즌 필은 나중에는 주식 혹은 사채를 발행함에 있어 특정 계기가 있으면 고율 배당을 하게 하거나 강제적 상환을 하게 하는 등의 조건을 발행할 수 있게 정관에 근거 조항을 마련하는 것으로 확장되었다. :295 포이즌 필 제도를 시행하면 경영자는 지분을 보다 수월하게 확보할 수 있고, 적대적 M&A를 노리는 기업들은 매수자금에서 큰 부담 :190~191을 갖게 되어 적대적 M&A공격으로부터 우위에서 경영권을 지킬 수 있다. 포이즌 필은 경영진의 사적 이익 추구를 위한 경영권 방어장치가 아니며 주주 전체의 경제적 이익을 위해 활용되어야 하는 도구라는 원칙과 그러나 실제로는 경영진의 사적 이익 추구를 위해 남용될 수 있는 도구라는 시각이 대립한다. :113
포이즌 필은 용어가 주는 인상과는 달리 한 건의 계약서이다. 경영권 방어의 필요를 가지고 있는 회사와 신주 발행 등에 필요한 업무를 대리하는 대행회사 간에 체결되는 문서이다. :584 미국의 판례법은 포이즌 필을 원칙적으로 유효하다고 본다. 그러나 포이즌 필은 도입되지 않은 대한민국에서는 물론이나, 미국에서조차도 그 난공불락의 이미지로 인해 많은 경영자들이 원칙적으로 위법한 것으로 잘못 알고 있다. :584 이 전략은 단기적으로는 M&A를 방어할 수 있지만, 장기적으로는 기업의 가치를 떨어뜨리는 결과를 초래할 수 있기 때문에 "독약"이라는 의미를 갖고 있다. :190~191

## 역사
포이즌 필은 1982년 Wachtell, Lipton, Rosen & Katz의 인수합병 변호사 마틴 립튼이 입찰에 기반한 적대적 인수합병에 대응하기 위해 발명했다. 포이즌 필은 1980년대 초 T. Boone Pickens와 Carl Icahn과 같은 기업 침입자들의 인수합병 물결에 대응하여 인기를 끌었다. '포이즌 필'이라는 용어의 원래 의미는 역사상 다양한 스파이가 물리적으로 소지하고 있던 포이즌 필에서 유래했으며, 스파이가 적으로부터 심문을 받을 가능성이 발견될 경우 복용하는 약입니다.
2001년에 보고된 바에 따르면 1997년 이후 적대적 인수합병에 성공한 포이즌 필을 보유한 모든 회사가 인수 제안을 수락한 회사는 20개에 달했다. 2000년대 초부터 주주들은 포이즌 필이 인수에 저항하도록 설계되었기 때문에 주주들이 포이즌 필 승인에 반대하는 투표를 하는 추세인 반면, 주주의 입장에서는 인수가 재정적으로 보상받을 수 있다.
일부 사람들은 포이즌 필이 기존 경영진을 영속화하기 때문에 주주 이익에 해롭다고 주장했다. 예를 들어, Microsoft는 원래 야후에 대해  인수합병 시도을 했지만, 이후 야후 CEO 제리 양이 마이크로소프트가 주당 37달러로 가격을 올리지 않으면 인수를 최대한 어렵게 만들겠다고 위협한 후 입찰을 포기했다. 한 Microsoft 임원은 "우리가 적대적인 태도를 취하면 가구를 불태울 것입니다. 그들은 그 자리를 파괴할 것입니다."라고 말했다. 야후는 2001년부터 주주 권리 계획을 마련해 왔다. 분석가들은 마이크로소프트의 주당 33달러 제안이 이미 너무 비싸고 양 회장이 성실하게 협상하지 않아 이후 여러 건의 주주 소송과 칼 아이칸의 위임장 싸움이 중단되었다고 제안했다. 마이크로소프트가 입찰을 철회한 후 야후의 주가는 급락했고, 제리 양은 주주들의 반발에 직면했고 결국 사임으로 이어졌다.
2020년에는 전 세계적인 코로나바이러스 팬데믹으로 인해 포이즌 필의 인기가 다시 상승했다. 팬데믹으로 인해 주가가 급락하자 다양한 기업들이 기회주의적 인수 제안을 방어하기 위해 주주 권리 계획에 눈을 돌렸다. 2020년 3월, 미국 10개 기업이 새로운 포이즌 필을 채택하여 새로운 기록을 세웠다.
트위터 이사회는 일론 머스크의 원치 않는 인수 제안에 따라 2022년에 만장일치로 주주 권리 계획을 제정했다.

## 내용
상장 기업의 경우 인수 입찰을 억제하기 위한 다양한 '포이즌 필' 방법이 있다. 이사회에 대한 위임장을 요청하거나 통제 가능한 주식을 인수하여 관련 투표를 통해 이사회에 선출되는 방식으로 인수를 진행한다. 이사회를 장악하면 입찰자는 목표물을 관리할 수 있다. 현재 가장 일반적인 인수 방어 유형은 주주 권리 계획입니다. 회사 이사회는 표준 포이즌 필을 상환하거나 제거할 수 있기 때문에 일반적으로 회사 주식의 상당 부분을 인수하는 데 수반되지 않는 위임장 싸움이나 기타 인수 시도를 배제하지 않다. 그러나 주주가 다른 주주의 비용을 지불하기로 합의하는 등 위임장 싸움에 도움이 될 수 있는 특정 계약을 체결하는 것을 방지할 수 있다. 그러나 시차를 둔 이사회와 결합하면 주주 권리 계획은 방어가 될 수 있다.
주주 권리 계획의 목표는 입찰자가 주주와 직접 협상하지 않고 대상 이사회와 협상하도록 강제하는 것입니다. 그 효과는 두 가지입니다:
- 경영진은 판매 가격을 극대화할 수 있는 경쟁 상품을 찾을 수 있는 시간을 제공한다.
- 여러 연구에 따르면 포이즌 필(주주 권리 플랜)을 보유한 기업이 포이즌 필을 보유하지 않은 기업보다 더 높은 인수 프리미엄을 받은 것으로 나타났다. 이로 인해 주주 가치가 증가한다. 목표의 협상력 증가는 높은 인수 프리미엄에 반영된다는 이론이다.

### 종류
미국에서는 포이즌 필의 종류로서 Preferred stock plan, Flip-over rights plan, Ownership flip-in plan, Back-end rights plan, Voting plan 5가지 정도가 있다. 미국의 대기업들이 가장 널리 사용하는 경영권 방어장치이다.
- 우선주 계획(Preferred stock plan): 타겟은 기존 주주에게 많은 수의 신주(종종 우선주)를 발행합니다. 이러한 신주는 일반적으로 인수가 발생하면 대량의 보통주로 전환할 수 있도록 허용하는 등 엄격한 상환 조항이 있다. 이렇게 하면 인수자가 소유한 타겟의 지분 비율이 즉시 희석되고 타겟의 주식 50%를 인수하는 데 더 많은 비용이 듭니다.
- 플립 인 필(Flip-in pill): 적대적 M&A 시도자가 목표기업의 주식을 일정비율 이상 취득하는 경우, 해당기업 주주들에게 주식을 낮은 가격으로 매수할 수 있는 콜옵션을 부여한다. 이를 통해 투자자는 즉각적인 수익을 얻을 수 있다. 이러한 유형의 포이즌 필을 사용하면 인수 회사가 보유한 주식이 희석되어 인수 시도가 더 비싸고 더 어려워집니다.
- 플립 오버 필(Flip-over pill): 적대적 M&A 시도자가 목표기업을 인수한 뒤 이를 합병하는 경우, 해당기업 주주들에게 합병 후 존속회사의 주식을 아주 낮은 가격으로 매수할 수 있는 콜옵션을 준다. 예를 들어, 주주는 후속 합병에서 인수자의 주식을 2 대 1의 비율로 매입할 수 있는 권리를 얻을 수 있다.
- 백엔드 권리계획(Back-end rights plan): 이 시나리오에서 대상 회사는 모든 직원의 스톡옵션 부여금을 단계적으로 재조정하여 회사가 인수될 경우 즉시 분배할 수 있도록 합니다. 그런 다음 많은 직원이 옵션을 행사한 다음 주식을 처분할 수 있다. '황금 수갑'이 출시되면 불만을 품은 많은 직원이 스톡옵션을 현금화한 후 즉시 퇴사할 수 있다. 이 포이즌 필은 유능한 직원의 이탈을 유도하여 타겟으로서의 기업 가치를 떨어뜨리기 위해 고안되었다. 많은 첨단 기술 기업에서 유능한 인재가 부족하면 새로운 소유주에게 희석되거나 비어 있는 껍질이 남을 수 있다. 예를 들어, PeopleSoft는 2003년 6월에 경쟁사인 오라클이 2년 이내에 인수하고 4년 이내에 제품 지원을 축소하면 고객이 PeopleSoft 소프트웨어 라이선스에 대해 지불한 수수료의 2~5배를 환불받을 수 있다고 고객에게 보장했다. 인수가 최종적으로 승소했지만 오라클에 지불한 가상 비용은 미화 15억 달러에 달했다.
- 투표 계획(Voting plan): 투표 계획에서 회사는 보통주보다 의결권이 우수한 우선주를 전제하게 됩니다. 비우호적인 입찰자가 대상 회사의 의결권 있는 보통주를 상당량 인수하더라도 매수에 대한 통제권을 행사할 수 없다. 예를 들어, ASARCO는 회사 보통주의 99%가 전체 의결권의 16.5%만 활용하는 투표 계획을 수립했다. 이러한 알약 외에도 '데드핸드' 조항은 포이즌 필을 도입한 이사만이 포이즌 필을 제거할 수 있도록 허용하므로(대체된 후 정해진 기간 동안) 새로운 이사회의 회사 매각 결정이 지연될 가능성이 있다.

## 각국의 사례
현재 미국, 일본, 프랑스에서 운영중이다. 2005년에 포이즌 필을 도입한 일본에서는 분쟁을 통해 판례까지 등장하고 있다. :113 대한민국의 경우, 기업들이 포이즌 필, 차등의결권주식 등을 포함한 새로운 경영권 방어 장치의 도입을 계속 요구하였고 :30 대한민국의 학계에서도 이미 많은 논의가 진행되어 왔다. :113 코스닥 등록 창투사인 옵셔널벤처스코리아는 2001년 7월 대표이사가 임기 중 타의에 의하여 강제퇴임할 경우 50억원의 위로금을 지급해야 한다는 포이즌 필 조항을 채택하하여 첨단 M&A 방어기법이냐, 건전한 M&A를 막는 독소조항이냐라는 논란을 불러일으켰다. 옵셔널벤처스코리아의 2대 주주인 광주은행이 소액주주들에게 의결권위임을 받아 임원퇴직금지급규정 변경안을 저지하려고 하였으나 실패하였다.
현재 법무부가 준비 중인 상법 개정안은 신주인수선택권이라는 명칭으로 포이즌 필을 도입하려고 한다. 이에 의하면 회사는 정관으로 주주에게 그가 가진 주식의 종류 및 수에 따라 미리 정한 가액으로 일정한 기간 내에 회사에 대하여 신주의 발행을 청구할 수 있는 권리를 부여할 수 있으며 이 권리가 신주인수선택권이다. :114

## 효과
적대적 인수합병을 방어할 수 있다는 장점이 있기는 하지만 현재의 경영진에게 과도한 혜택을 부여하므로 정상적인 인수합병을 저해하는 부작용도 있다.